# Sauks

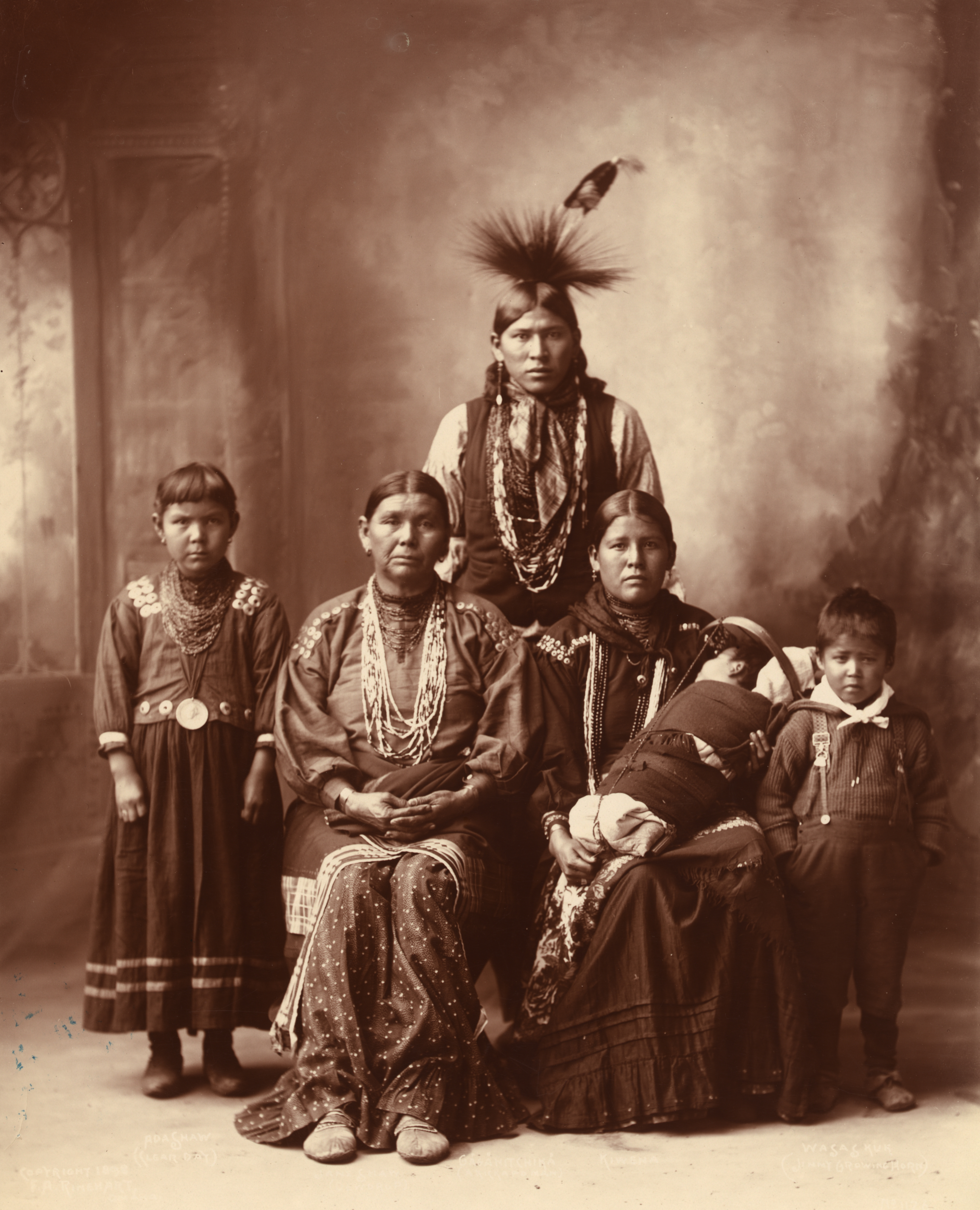
Uma família Sauk, 1899

Os Sauk ou Sac são um grupo de nativos americanos orientais, que viveu principalmente na região do que hoje é Green Bay, Wisconsin, quando foi encontrado pela primeira vez pelos franceses em 1667. Seu endônimo é oθaakiiwaki, e seu exônimo é Ozaagii (-wag) em ojíbua. Este último nome foi transliterado para o francês e o inglês pelos colonos dessas culturas. Hoje eles têm três tribos reconhecidas pelo governo federal dos Estados Unidos, juntamente com os Meskwaki (Fox), localizados em Iowa, Oklahoma e Kansas.

## Pessoas notáveis
- Black Hawk